# Wolfgang Breidert
Wolfgang Breidert (* 1937 in Erzhausen bei Darmstadt) ist ein deutscher Mathematiker und Philosoph.

## Leben
Breidert belegte von 1957 bis 1963 ein Studium der Mathematik und Physik in Göttingen, München und Gießen (Staatsexamen).
Von 1963 bis 1973 war er Assistent von Hans Blumenberg am Institut für Philosophie in Gießen, Bochum und Münster. 1967 erfolgte seine Promotion zum Dr. phil. an der Ruhr-Universität Bochum. Breidert war 1973–2002 Akademischer Oberrat, später Akademischer Direktor am Institut für Philosophie der Universität Karlsruhe. Er ist seit 2002 im Ruhestand.
Mitglied der International Berkeley Society.

## Veröffentlichungen
- Philosophie in Gedichten. Projektverlag, Bochum/Freiburg 2013 (kultur&philosophie, Bd. 7).
- Philosophen im Gedicht. Projektverlag, Bochum/Freiburg 2012 (kultur&philosophie, Bd. 3).
- Die Erschütterung der vollkommenen Welt. Die Wirkung des Erdbebens von Lissabon im Spiegel europäischer Zeitgenossen. *Hrsg. von Wolfgang Breidert. Wissenschaftliche Buchgesellschaft, Darmstadt 1994.
- George Berkeley 1685–1753. Birkhäuser Verlag, Basel/Boston/Berlin 1989 (Vita mathematica, Bd. 4).
- Das aristotelische Kontinuum in der Scholastik. Aschendorff Verlag, Münster 1970, 2. Aufl. 1979 (BGPhThMA, N. F. Bd. 1).